# Óscar. Una pasión surrealista
Óscar. Una pasión surrealista è un film del 2008 diretto da Lucas Fernández e basato sulla vita del pittore spagnolo Óscar Domínguez.